# Syndroom van Peutz-Jeghers
Het syndroom van Peutz-Jeghers  is een zeldzaam erfelijk syndroom dat wordt gekenmerkt door poliepen verspreid door het gehele spijsverteringskanaal en door kleine bruine pigmentvlekjes op het slijmvlies van de mondholte, rond de lippen, op het gezicht, de geslachtsdelen en de handpalmen. De poliepen zitten in 25% van de gevallen in de maag, in 30% in de dikke darm en in 100% in de dunne darm. De poliepen zijn geheel onschuldig, maar het syndroom geeft ook een verhoogde kans op kanker, onder andere van de borst, long en eierstokken.
De aandoening werd in 1921 beschreven door de Nederlandse internist Jan Peutz (1886-1957). Nadat Harald Jeghers en medewerkers in 1949 over dit syndroom schreven in een gerenommeerd Amerikaans medisch tijdschrift, spreekt men van het syndroom van Peutz-Jeghers.